# پنریث، کامبریا
latitudeپنریث، کامبریاlongitudeپنریث، کامبریا
پنریث، کامبریا (به انگلیسی: Penrith, Cumbria) یک شهرک در بریتانیا است که در انگلستان واقع شده‌است.

## خصوصیات
پنریث ۱۵٬۱۵۵ نفر جمعیت دارد.